# Paul Henri Thiry d'Holbach

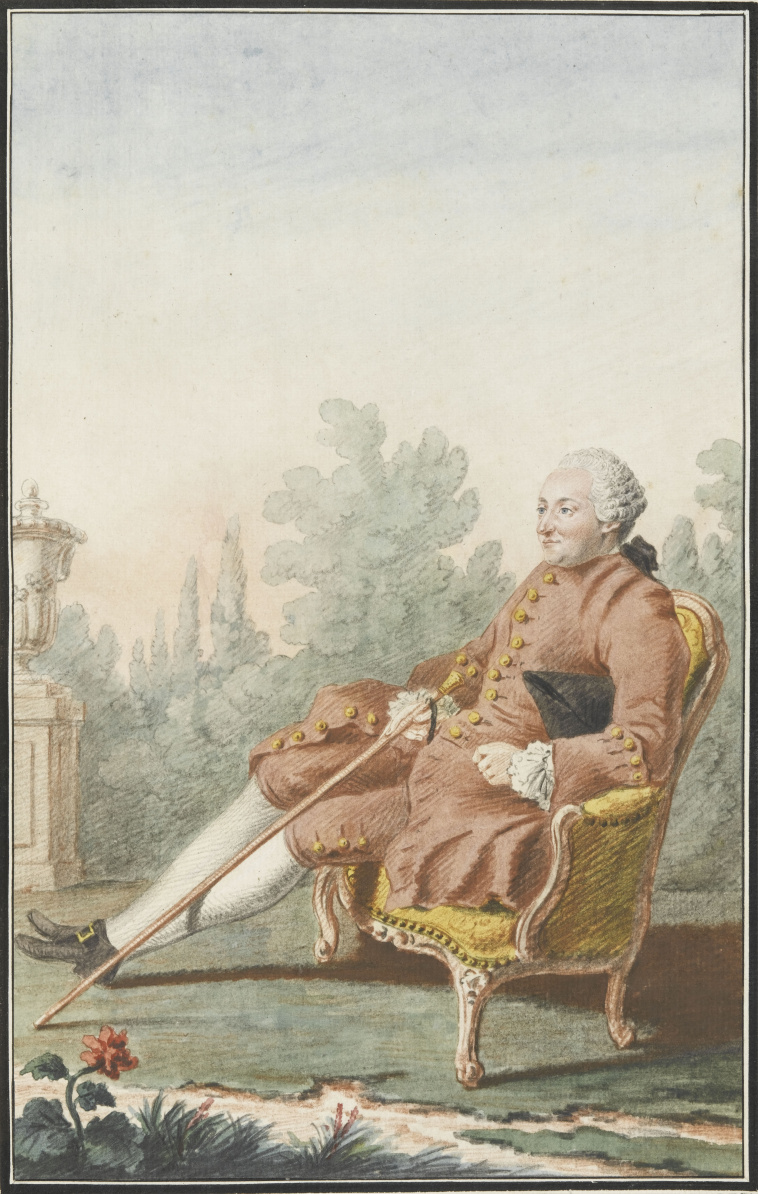
Paul Henri Thiry d’Holbach

Paul-Henri Thiry d'Holbach (Edesheim, Rijnland-Palts, 8 december 1723 – Parijs, 21 januari 1789) was een Duits-Franse geleerde en materialistisch filosoof. Hij behoorde tot de Verlichting.

## Leven
Paul Heinrich Dietrich Thiry werd in een rijke katholieke familie geboren als zoon van Johann Jacob Thiry, een wijnboer en Jacoba Holbach in de Duitse Palts. In 1731 ging hij bij zijn oom, baron François Adam d'Holbach, in Parijs wonen. Hij studeerde rechten te Leiden van 1744 tot 1748. Tijdens vakanties verbleef hij op het landgoed van zijn oom te Heeze-Leende en in 1749 keerde hij naar Parijs terug. Hij werd advocaat bij het Parlement van Parijs, maar oefende dit ambt nooit uit. Zijn titel van baron, waaronder hij bekend zou worden, erfde hij pas bij de dood van zijn oom.
In 1749 trouwde d'Holbach met zijn nicht Basile Geneviève Suzanne Daine. Ze overleed twee maanden na de bevalling van hun zoon François Paul Nicolas en een jaar later dan zijn oom François Adam d'Holbach. Op haar sterfbed in 1754 werd ze getormenteerd door de gedachte aan eeuwige verdoemenis. Volgens de Italiaanse bezoeker Alessandro Verri was d'Holbach hierdoor zo sterk aangedaan dat het hem bevestigde in zijn atheïsme en hij het vanaf dan met veel vuur verdedigde. 
Hij hertrouwde met zijn schoonzuster Charlotte-Suzanne Daine (1733-1814), waarvoor hij een pauselijke dispensatie betaalde. Zij kregen twee dochters en een zoon. De oudste zoon, uit het eerste huwelijk, werd raadsheer in het parlement, de andere kapitein van de dragonders. Een van de dochters trouwde met de markies de Chastenay en de andere met een graaf van Nolivos.
D'Holbach was een encyclopedist die vanaf 1751 meewerkte aan de encyclopédie van Diderot en d'Alembert. Hij redigeerde bijdragen over metallurgie, geologie, geneeskunde, mineralogie en chemie. Iedere donderdag en zondag hield hij open huis in zijn woning in de toenmalige Rue Royale Saint Roch (thans Rue des Moulins). Bij deze diners schoven vele beroemdheden en vrienden aan, zoals d'Alembert, J-J. Rousseau, Helvetius, en buitenlanders zoals Friedrich Melchior Grimm, Adam Smith, David Hume, Laurence Sterne, Ferdinando Galiani, Cesare Beccaria, Joseph Priestley, Horace Walpole, Edward Gibbon, en David Garrick. Tijdens deze ontvangsten werden de artikelen van de Encyclopédie geredigeerd. D'Holbach schreef er zelf zo'n 376. Als "Encyclopédiste" verkeerde hij ook in de kring van Condillac, Marmontel, Alembert, Helvétius, Turgot, Condorcet en in mindere mate ook Voltaire.
Vanaf 1760 begon D'Holbach met het uitgeven van filosofische werken, vaak onder schuilnaam of onder de naam van iemand die reeds was overleden, zoals Jean-Baptiste de Mirabaud, abbé Bernier, Nicolas Antoine Boulanger, enzovoorts. Dit deed hij om moeilijkheden met de autoriteiten te vermijden, want zijn geschriften waren antiklerikaal, anti-christelijk, en nadrukkelijk atheïstisch, materialistisch en deterministisch. Dit laatste wil zeggen dat hij dacht dat het menselijk handelen, evenals dat van de natuur, uit noodzaak voortkomt. Hij was een der eerste atheïstische auteurs, met Jean Meslier als bekendste voorganger. Hij deed geen enkele tegemoetkoming aan het deïsme, zoals Voltaire, noch aan het pantheïsme. 
D'Holbach maakte gebruik van enkele bekende mensen voor de totstandkoming van zijn werken. Een aantal van die werken zijn herzien en gecorrigeerd door Diderot, zoals het Système de la nature ou des lois du monde physique et du monde moral (1770), dat door Diderot van voetnoten werd voorzien en aangevuld met een laatste hoofdstuk. Ook schreef hij een nauwgezette samenvatting van het werk Le vrai sens du système de la nature, dat gepubliceerd werd in de uitgave van 1820.
Als geleerde was D'Holbach lid van diverse wetenschappelijke academieën, waaronder die van Berlijn (1752), Mannheim (1766) en Sint-Petersburg (1780). Hij oefende invloed uit op de Nederlandse Patriottenbeweging.

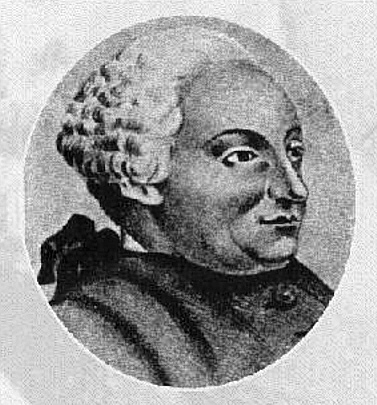
Paul Henri Thiry d’Holbach

Hij stierf in 1789, enkele maanden voor de bestorming van de Bastille. Hij is begraven in een anoniem graf in de Église Saint-Roch.

## Werk
D'Holbach plaatste de redelijke mens aan de basis van zijn natuurfilosofie. Zijn uiteindelijke doel was om de moraal en ieder godsdienstig principe te herleiden tot enkel natuurlijke beginselen. In zijn samenvattende werk Système de la nature, dat zich soms voordoet als een verzameling van uiteenlopende argumenten die soms in tegenspraak zijn met elkaar, verdedigt hij het atheïsme, het materialisme en het fatalisme (wetenschappelijk determinisme) tegen ieder religieus of deïstisch beginsel.
De verschijning van zijn Système de la nature stuitte op geweldige tegenwerking. Het parlement veroordeelde het boek op last van de regering, op 18 augustus 1770. Het boek werd verbrand aan de voet van de grote trap van het paleis. Ook de Contagion sacrée werd verbrand, samen met nog vier van zijn werken. Vervolgens trachtten tal van auteurs, waaronder Voltaire, om de stellingen uit Système de la nature te ontzenuwen.
Er worden vijftig werken aan hem toegeschreven, waaronder filosofische werken en theologiekritieken, en werken over chemie, natuurkunde, metallurgie, geologie, politiek en recht. 

## Heeze
Paul Henri Thiry d'Holbach trouwde op 11 december 1749 met zijn nicht Basile Geneviève Suzanne Daine en kreeg de heerlijkheid Heeze, Leende en Zesgehuchten met Kasteel Heeze van zijn oom als huwelijksgeschenk. Basile stierf (26 augustus 1754) twee maanden na de bevalling van hun zoon François Paul Nicolas en een jaar na het overlijden van zijn oom François Adam d'Holbach (1753) in Parijs. Drie dagen na het Franse en Brabantse opnemen van de inventaris van Kasteel Heeze voor de Franse erfgenamen van Daine, probeerde Paul d'Holbach alles te verkopen (1756). Jan van Oudshoorn uit Rotterdam overleed echter voor de koop was afgerond. Zijn weduwe moest de afkoopsom tot en met 1758 betalen.
In 1759 verkocht hij het kasteel Heeze aan Jan Maximiliaan van Tuyll van Serooskerken (1710-1762). De financiële afhandelingen door de erfgenamen duurden tot 1775 voordat baron d'Holbach los was van Kasteel Heeze en zijn Heerlijkheid.
Of Paul Henri nog vaak in Heeze kwam, is niet bekend. Hij verbleef meestal in Parijs of op kasteel Grandval.

## Varia
Volgens d'Holbach schuilde in ieder mens in meerdere of mindere mate "le désir d'être despote": de (meestal heimelijke) wens anderen hun wil op te leggen en te bepalen hoe de maatschappij zou moeten worden ingericht.